# غلام‌رضا محمدی
غلامرضا محمدی (زادهٔ ۲۷ آذر ۱۳۴۹) کشتی‌گیر آزادکار پیشین و مربی کشتی کنونی است. او سال‌ها سرمربی تیم ملی کشتی آزاد ایران بوده و در زمان فعالیت حرفه‌ای خود در کشتی دو مدال نقره و دو مدال برنز مسابقات قهرمانی کشتی جهان را کسب کرده‌است.
وی در بازی‌های المپیک تابستانی ۱۹۹۶ هم در وزن ۵۲ کیلو با ۳ برد و ۲ باخت به مقام پنجم رقابت‌ها رسید. مقام چهارم بازی‌های آسیایی ۱۹۹۴ در وزن ۵۲ کیلوگرم، مقام هشتم مسابقات قهرمانی جهان ۱۹۹۹ در وزن ۵۴ کیلو و مقام ششم مسابقات قهرمانی جهان ۱۹۹۷ در وزن ۵۴ کیلو از دیگر عناوین او است.
وی از سال ۲۰۰۵ تا ۲۰۱۰ نیز سرمربی تیم ملی کشتی ایران بود. و از سال ۲۰۱۸ تا ۲۰۲۱ و پس از پایان المپیک توکیو این سمت را در اختیار داشت.